# 長棟嘉道
長棟 嘉道（ながむね よしみち、1965年10月20日 - ）は、岐阜県出身の俳優。グルー所属。

## 人物
身長178cm。体重70kg。
特技は野球、水泳、射撃。

## 出演作品

### テレビドラマ

#### NHK
- 大河ドラマ
  - 信長 KING OF ZIPANGU（1992年） - 石川家成
  - 琉球の風（1993年） - 徳川重臣
  - 炎立つ（1993年） - 武者
  - 八代将軍吉宗（1995年）
  - 秀吉（1996年） - 連衆
  - 葵 徳川三代（2000年） - 阿部忠秋
  - 武蔵 MUSASHI（2003年） - 役人
  - 新選組!（2004年） - 佐々木の配下
  - 龍馬伝（2010年）
  - 八重の桜（2013年）
  - 軍師官兵衛（2014年） - 荒木五郎右衛門
- 金曜時代劇 / 大江戸風雲伝（1994年） -  徳川治保
- 連続テレビ小説
  - 春よ、来い（1994年）
  - さくら（2002年）
- 土曜ドラマ
  - もうひとつの家族（1995年）
  - 刑事 蛇に横切られる（1995年）
  - メイドインジャパン（2013年）
- 時代劇ロマン / 藤沢周平の人情しぐれ町（2001年） - 立会人
- 時々迷々（2009年）
- ドラマ10
  - セカンドバージン（2010年） - 原口社長
  - 聖女（2014年） - 裁判長
- さわやか3組 - 斉藤先生
- 中学生日記 - 篠田

#### 日本テレビ
- 土曜グランド劇場 / 家なき子（1994年）
- 火曜サスペンス劇場
  - 松本清張スペシャル・恐喝者（1997年）
  - 取調室 第15作 - 第18作（2001年 - 2002年） - 人見刑事
- 水曜ドラマ
  - 恋の片道切符（1997年） - 飯塚刑事
  - プリマダム（2006年）
  - 働きマン（2007年） - 企画部長
  - 黄金の豚-会計検査庁 特別調査課-（2010年）
- 土曜ドラマ
  - ごくせん（2008年）
  - ど根性ガエル（2015年）

#### TBS
- 長男の嫁（1994年）
- 金曜ドラマ
  - 揺れる想い（1995年）
  - TAKE FIVE〜俺たちは愛を盗めるか〜（2013年）
- 月曜ドラマスペシャル→月曜ゴールデン
  - 保険調査員 しがらみ太郎の事件簿 第1作（1996年） - 刑事
  - 占い師みすず 事件は運命の彼方に 第3作（2008年） - 本多孝之
  - 刑事シュート しゅうと&ムコの事件日誌 第5作（2015年） - 竹内幸雄
- ディア・フレンド（1999年） - 木村
- 愛の劇場
  - 永遠の1/2（2000年）
  - 再婚一直線!（2008年） - 高見沢尚行
- 日曜劇場 / JIN-仁-（2011年） - 与力
- パナソニック ドラマシアター
  - 水戸黄門 第39部（2009年） - 山岸孫兵衛
  - ステップファザー・ステップ（2012年） - 川島健二

#### フジテレビ
- 木曜劇場
  - 並木家の人々（1993年）
  - こんな恋のはなし（1997年）
  - 任侠ヘルパー（2009年） - 徳田雅敏
- if もしも（1993年）
- 金曜エンタテインメント→金曜プレステージ
  - ざけんなョ!!5 「世界で一番不幸な男」（1993年）
  - 帰ってきたOL 三人旅 第5作「香港極楽エステツアー殺人事件」（1995年）
  - 家裁判事 伊奈守草介の事件日誌（2004年） - 岩佐謙一
  - 遺品整理屋は見た!（2008年[3]） - 野村
- 板橋マダムス（1998年）
- 水曜劇場 / ナオミ（1999年）
- らせん（1999年）
- 世にも奇妙な物語 秋の特別編
  - 「和服の少女」（1999年）
  - 「推理タクシー」（2008年） - 中尾憲一郎
- 2001年のおとこ運（2001年）
- Ns'あおい（2006年） - 工藤
- 弁護士 灰島秀樹（2006年） - 今井（記者）
- リアル・クローズ（2009年） - セレクトショップ「GOLDY」オーナー
- 逃亡弁護士（2010年） - 白根刑事
- リッチマン、プアウーマン（2012年） - 重役
- ドラマチック・サンデー / dinner（2013年） - 大宮幹夫
- 極悪がんぼ（2014年） - 刑事
- 夏樹静子サスペンス 光る崖（2016年） - 上野弘
- 痛快TV スカッとジャパン 「意外な救世主スカッと」（2019年）

#### テレビ朝日
- 月曜ドラマ・イン （1997年）
  - 名探偵 保健室のオバさん
  - ガラスの仮面
- 木曜ドラマ
  - 7人の女弁護士
    - （2006年）
    - （2008年） - 商社社員

  - エンゼルバンク〜転職代理人（2010年） - 大原隆哉
  - DOCTORS〜最強の名医〜（2011年） - 夏木達也
- 相棒
  - （2007年） - 行長武彦
  - （2008年） - 保安課長
- 土曜ワイド劇場
  - 炎の警備隊長・五十嵐杜夫 第9作（2011年） - 田村誠司

#### テレビ東京
- お助け同心が行く!（1993年）
- ドラマ24 / 秘書のカガミ（2008年） - 水沼正
- 水曜ミステリー9
  - 多摩南署たたき上げ刑事・近松丙吉 第12作（2014年） - 香川透
  - 嫌われ監察官 音無一六 第3作（2016年） - 五十嵐泰臣

#### WOWOW
- ミッドナイト☆ドラマ / 超人ウタダ（2009年） - 小堀祐也
- 連続ドラマW
  - ママは昔パパだった（2009年）
  - 沈まぬ太陽（2016年）

#### NHK BSプレミアム
- プレミアムドラマ→プレミアムよるドラマ
  - そこをなんとか（2012年） - 知財裁判証人
  - 天使はモップを持って（2013年） - 久保典之

#### NHKBS2
- BS日曜ドラマ / 新宿鮫 屍蘭（1996年） - 屋代巡査部長

### 映画
- さくら（1994年） - 車掌
- BUGS（1997年、マクザム） - 長島
- 伊能忠敬 子午線の夢（2001年、東映） - アイヌの若者
- 容疑者 室井慎次（2005年、東宝） - 記者
- 管制塔（2011年、ソニー・ミュージックエンタテインメント） - 滝本洋司

### Vシネマ
- 大満足 - 準主役：渡辺慎二
- 現役医師が語る! 病院の怖い話 カルテ1、2 - 主演：元田隆晴

### CM
- 花王 歯ブラシ
- ニチレイフーズ

### ラジオドラマ
- 青春アドベンチャー（NHK-FM放送）
  - ゼンダ城の虜（2008年） - ハーバート
  - 三匹のおっさん（2011年） - 小久保昌一
  - スカラムーシュ

### スチール
- JR東日本
- グローリー